# Marvan I.
Marvan I. ibn al-Hakam (arabsko: مروان بن الحكم), četrti kalif Umajadskega kalifata, ki je vladal leta 684 in 685, * 28. marec 623, † 7. maj 685.
Bil je prvi sekretar kalifa Utmana ibn Afana. Med vladanjem Muavije I. je bil guverner Medine in Hidžaza, kjer je pokazal veliko vitalnost.  Na prestol je prišel po odstopu bolnega kalifa Muavije  II.. Njegov prihod na oblast je pomenil prenos nasledstva umajadske dinastije s potomcev Abu Sufjana na potomce Al-Hakama ibn Abi al-Asa, ki sta imela skupnega prednika Umaja ibn Abd Šamsa.
V bitki kamel naj bi Marvan ibn al-Hakam z lokom ustrelil svojega generala Talha in ga ubil. Uboj naj bi bil maščevanje za domnevno Talhovo izdajo tretjega kalifa islama in Hakamovega bratranca Utmana ibn Afana.
Med Marvanovim kratkotrajnim vladanjem je prišlo do državljanske vojne med Umajadi in vojne proti Abdulahu ibn Zubairju, ki je še vedno vladal v Hidžazu, Iraku, Egiptu in delu Sirije. Marvanu je v državljanski vojni uspelo zmagati, kar je imelo za posledico prenos oblasti na Marvanovo linijo umajadskih kalifov. Ponovno je osvojil Egipt in Sirijo, ibn Zubairja pa mu ni uspelo popolnoma poraziti.
Šiitski islamisti še vedno trdijo, da noben umajadski kalif ni bil legitimen. 